# Gerbillus lowei
Gerbillus lowei är en däggdjursart som först beskrevs av Thomas och Hinton 1923.  Gerbillus lowei ingår i släktet Gerbillus och familjen råttdjur. IUCN kategoriserar arten globalt som otillräckligt studerad. Inga underarter finns listade i Catalogue of Life. Arten listas ibland i släktet Dipodillus.
Denna ökenråtta är bara känd från sydvästra Sudan. Den lever i torra klippiga regioner.